# São Paulo FC
São Paulo Futebol Clube, oftest omtalt bare som São Paulo, er en af de mest fremtrædende fodboldklubber i Brasilien. Klubben hører som navnet antyder hjemme i São Paulo. Klubben  blev grundlagt 25. januar 1930. Hjemmebanen hedder Morumbi og har plads til 80.000 tilskuere. Klubben spiller i den brasilianske Série A, Campeonato Brasileiro, en turnering klubben har vundet fire gange, senest i 2006. Af andre bedrifter kan nævnes tre Copa Libertadores-titler (sidst i 2005), 21 São Paulo mesterskaber og tre VM mesterskaber for klubhold (sidst i 2005 da de besejrede Liverpool 1-0 i finalen).
Klubben spiller i hvidt på hjemmebane, og med en rød og en sort horisontal stribe øverst på trøjen. Klubben er Brasiliens tredje mest populære fodboldklub, med totalt 13 millioner supportere.
Af berømte spillere som har spillet for klubben kan nævnes Cafu, Careca, Juninho Paulista, Denilson og Serginho.
Senest har klubben sikret sig en 6-måneders lejeaftale med den detroniserede brasilianske superstjerne Adriano.
23°36′00″S 46°43′11″V / 23.6°S 46.7197°V